# Buczyn Szlachecki
Buczyn Szlachecki – wieś w Polsce położona w województwie mazowieckim, w powiecie sokołowskim, w gminie Kosów Lacki.  Ma status sołectwa. Obok miejscowości przepływa rzeczka Buczynka, dopływ Bugu.
W latach 1975–1998 miejscowość administracyjnie należała do województwa siedleckiego. Wieś ta liczy około stu osób. Jest typowo rolnicza. Graniczy z Buczynem Dworskim, Buczynem Nowym i Hilarowem.
Wierni wyznania rzymskokatolickiego zamieszkali w miejscowości należą do parafii Skibniew.
Wieś Buczyn położona nad rzeczką Buczynką (dawniej Sterdynia) dzieli się obecnie na Buczyn Szlachecki i Buczyn Dworski. Istnieje także Buczyn Nowy. Buczyn Szlachecki zamieszkały był przez drobną szlachtę zagrodową. Obecny Buczyn Dworski nosił dawniej nazwę Buczyn Chłopski bądź Ruski. Był to niegdyś oddzielny majątek, posiadający chłopów pańszczyźnianych. Przymiotnik Ruski sugeruje, że we wsi mieszkali chłopi – Rusini, osadzeni tu niegdyś przez jakiegoś dziedzica.  Podział Buczyna na dwie wsie nastąpił już co najmniej w połowie XVI wieku, gdyż już wówczas mieszkańcy obu wsi występują osobno.
Wieś Buczyn istniała już w 1430 r. W Metryce Mazowieckiej odnajdujemy zapis, z którego wynika, iż szlachcice ziemi ruskiej, (czyli drohickiej) Marcin z Morszkowa i Nador z Buczyna – bracia rodzeni, sprzedali całą swoją ojcowiznę we wsi Nieckowo (dzisiaj Skarżanek  na południe od Ciechanowa) w ziemi ciechanowskiej swym pozostałym braciom: Piotrowi, Dersławowi i Janowi z Nieckowa. Dziedzice Nieckowa byli herbu Ślepowron; założyli także wsie o nazwie Nieciki i Nieckowo w Ziemi Wiskiej, gdzie również byli znani z tym herbem. Także Buczyńscy z Buczyna w ziemi drohickiej byli poświadczeni z herbem Ślepowron. Nador otrzymał Buczyn najpewniej od księcia Witolda.  
Kolejnych dziedziców Buczyna spotykamy dopiero w 2 poł. XV w. W 1463 r. były rozgraniczane dobra niejakiego Telaka, (czyli dzisiejsze Telaki) i Buczyńskich, niewymienionych z imienia. Z odpisu znamy dokument z roku 1464, w którym Piotr z Buczyna i jego bratankowie: Wit, Mikołaj, Bartłomiej i Stanisław dzielą się Buczynem.  Być może właśnie wtedy dokonał się podział dóbr Buczyn na dwie wsie. Wspomniani bratankowie byli synami Stanisława, którego imię pojawia się ponad 50 lat później w procesie z Mikołajem Wolajewskim, którego ojciec Jan miał rzekomo przejąć część należącą do zmarłego Stanisława. 
W 1470 r. napotykamy braci Mikołaja i Pawła oraz syna tegoż Pawła – Jana, którzy świadczyli „Koziętom” Kobylańskim. W 1474 r. Mikołaj Buczyński ręczył Wojciechowi Kostce za Piotra Prostyńskiego. W 1477 r. pleban ze Skibniewa - Stanisław stawił w konsystorzu świadków przeciwko Mikołajowi z Buczyna. W zapisie tym wspomniany jest też Maciej z Buczyna. W 1473 r. występował ponadto Bartłomiej z Buczyna. W 1476 r. Mikołaj Buczyński miała sprawę w sądzie ze Stanisławem Dyszem, w 1477 z Telakiem. W następnym roku Mikołaj i Wojciech zeznali dług Wojciechowi Kostce Skibniewskiemu – podsędkowi ziemskiemu drohickiemu w kwocie 11 kop groszy. W tym samym roku bracia wzięli w dzierżawę ziemię od Szczepana Telaka. W 1479 Mikołaj Buczyński contra Jakimowski. W 1480 Mikołaj i Wojciech synowie Piotrasza Buczyńskiego byli winni 11 kop groszy podsędkowi Wojciechowi Kostce Skibniewskiemu. W 1480 roku wymienieni są: Mikołaj Buczyński i jego bracia stryjeczni: Trojan i Andrzej Morszkowscy. Mikołaj pozwał ich o bellica (podatek wojenny), co świadczy o tym, że mieli w owym czasie jeszcze jakąś współwłasność. Mikołaj powołał jako świadków swych stryjów. W 1480 r. Wojciech procesował się z Jakubem Trzcieńskim. Rok później odnotowano w księgach sprawę Jana Buczyńskiego z Buczyna przeciwko jego bratu Mikołajowi stamtąd. W 1487 r. ponownie występowali bracia Jan i Mikołaj. W latach 1480–1481 występował ponadto Stanisław – wójt z Buczyna. Bracia: Mikołaj, Paweł i Wojciech mogli być synami (lub najdalej wnukami) Nadbora  z 1430 r.  Paweł miał syna Jana wymienianego w latach 1470–1480.
W 1528 roku na popisie wojennym Województwa Podlaskiego z Buczyna wsi ziemianie wystawili 3 konie.